# Edificio Sheridan Trust and Savings Bank
El edificio Sheridan Trust and Savings Bank, actualmente conocido como The Teller House, es un edificio de terracota de 12 pisos en 4753 North Broadway en Uptown, Chicago. Los primeros ocho pisos de la estructura fueron construidos en 1924 por la firma de arquitectos Marshall y Fox. Huszagh y Hill agregaron cuatro pisos en 1928. La ciudad de Chicago otorgó a la estructura el estatus de Monumento Histórico de Chicago el 8 de octubre de 2008.
El inquilino original del edificio, Sheridan Trust and Savings Bank, quebró en 1931. Uptown National Bank comenzó a utilizar el edificio en 1937. El banco y el edificio fueron adquiridos por Bridgeview Bank en 2003.
En 2019, el edificio fue comprado por el promotor inmobiliario Cedar St., con planes de convertir la mayor parte del edificio en unidades residenciales. El edificio reabrió sus puertas en 2023 como un complejo de apartamentos y oficinas de uso mixto con la marca The Teller House. Cuenta, etre otros inquilinos, con WeWork y Old National Bank.
Históricamente, en Teller House tuvieron su sede varias organizaciones sin fines de lucro y agencias de servicios sociales que prestaban servicios a comunidades de inmigrantes, refugiados y de bajos ingresos en el área de Uptown.

## En la cultura popular
En un episodio de la serie de televisión M*A*S*H de marzo de 1977 ("Post-Op", temporada 5, episodio 24), un paciente de Chicago le dice al coronel Sherman T. Potter que en la esquina sureste de Broadway y Lawrence hay un banco, después de que Potter hubiese creído erróneamente que había una taberna en ese sitio.
El interior del edificio se utilizó en la película Public Enemies de 2009. 